# نسوية من أجل الـ99%
نسوية من أجل الـ99% (إف. 99)، هي حركة شعبية نسوية راديكالية معاصرة، وتُعرف بمناصرتها للتقاطعية ودفاعها عن النشاطية من أجل جميع النساء وعن طريقهن، بما في ذلك النساء اللاتي تجاهلتهن الحركات النسوية الأخرى. اقترحت مجموعة من النسويات الأمريكيات البارزات تأسيس هذه الحركة في نداء نشرته مجلة فيوبوينت في شهر فبراير من عام 2017، إذ ارتكز هذا النداء على الحشود النسائية التي شاركت في الحراك النسائي في الولايات المتحدة في شهر يناير من العام ذاته. دعا هذا النداء أيضًا إلى إضراب نسائي دولي في الثامن من شهر مارس من عام 2017. جاء النداء نتيجةً لإرث فكري متراكم للحركات النسوية، مثل النسوية الراديكالية والنسوية الماركسية والنسوية السوداء والنسوية العابرة للحدود/الداعية إلى التخلص من الاستعمارية، وأكد أن القمع الجنساني ليس نتيجةً للتحيز الجنسي وحسب. تشدد هذه النسويات على اعتبار القمع الجنساني بمثابة نتاج متعدد الأوجه لتقاطعات الجنس والعنصرية والاستعمار والرأسمالية.

## معلومات أساسية
نُشرت الدعوة إلى تأسيس حركة نسوية من أجل الـ 99% في مجلة فيوبوينت في 30 فبراير من عام 2017. اعتُبرت هذه الدعوة بمثابة استجابة للحشد الذي شهده الحراك النسائي العالمي في الولايات المتحدة في 21 يناير من عام 2017، بالإضافة إلى كونه احتجاجًا على تنصيب دونالد ترامب رئيسًا للولايات المتحدة، ووسيلةً للدفاع عن حقوق المرأة وحقوق الإنسان وإصلاح السياسات. استشهدت مؤلفات هذه الدعوة بالحركة الأرجنتينية ني أوما مينوس باعتبارها مصدر إلهام لهن، وذلك لأنها حركةً شعبيةً من الموجة الرابعة تهدف إلى معالجة المسائل المتعلقة بالتقاطعية. لفتت المؤلفات الانتباه إلى ما اعتبرنه فشلًا للحركات النسوية المعاصرة مثل حركة «تقدمي إلى الأمام» النسوية، في محاولة منهن لتصعيد زخم الحراك النسائي السابق، إذ أشرن إلى أن مثل هذه الحركات قد خذلت «الغالبية العظمى» من النساء اللاتي «لا يمتلكن القدرة على الترويج الذاتي والنهوض بأنفسهن بشكل مستقل، واللاتي لا يستطعن تحسين ظروف حياتهم إلا من خلال السياسات التي تناصر التناسل الاجتماعي وتضمن العدالة الإنجابية وتكفل حقوق العمال». تزعم هذه النسويات أيضًا أن تدهور ظروف حياة النساء على مدى السنوات الثلاثين الماضية هو أثر مترتب على كل من عولمة الشركات والأنظمة الرأسمالية، ولا سيما بالنسبة للنساء الملونات أو المنتميات إلى الطبقة العاملة أو اللاتي ينتمين إلى أسر مهاجرة أو العاطلات عن العمل.

## الانتقادات والمطالب الرئيسية
تنتقد نسويات حركة نسوية من أجل الـ99% الحركات النسوية المعاصرة الأخرى، كحركة «تقدمي إلى الأمام» النسوية ونسوية الشركات مثلًا، وذلك لأنهن لا يخدمن سوى النساء ذوي الامتيازات اللواتي لا يشكلن سوى نسبة 1%. تؤمن هذه الحركات أن المرأة قادرة على تحقيق النجاح في حياتها المهنية مادامت تعمل لخدمة مصالح النظام الأبوي، وتعتقد بأن هذا الأمر معتمد على حصول هذه النساء على الموارد والفرص التي لا تستطيع معظم النساء الحصول عليها. تعترف مؤلفات النداء بالحاجة إلى تأسيس حركة نسوية قادرة على خدمة احتياجات الأغلبية وتمتلك القدرة على لفت الانتباه إلى النساء اللاتي تجاهلتهن النسوية النيوليبرالية. وعلى الرغم من ذلك، تدعو هذه النساء إلى تأسيس حركة تنظر إلى ما هو أبعد من القضايا الجنسانية، إذ وجهن انتقادات إلى عدد من القضايا والحركات الرئيسية مثل: العنف الجنساني القائم على العرق، وإخفاقات النيوليبرالية، والاعتداء على حقوق العمال والتقليل من قيمة العمل، والمظالم الإنجابية، ورهاب المثلية. ورهاب التحول الجنسي، ورهاب الأجانب. يتجسد هدف هذه الحركة في المساهمة فيما تعتبره مؤسساتها «حركةً نسويةً دوليةً ذات خطة موسعة، مناهضة للعنصرية، ومعادية للاستعمارية، ومناهضة للانحياز الجنسي المغاير، ومناهضة للنيوليبرالية في آن واحد».